# Borken (Herzberg)
Borken ist ein Ortsteil der amtsfreien Stadt Herzberg (Elster) im Landkreis Elbe-Elster in Brandenburg. Er befindet sich etwa fünf Kilometer nordwestlich des Stadtgebietes an der Bundesstraße 101 in der zwischen der Schwarzen Elster und Kremitz gelegenen Niederung.

## Geschichte

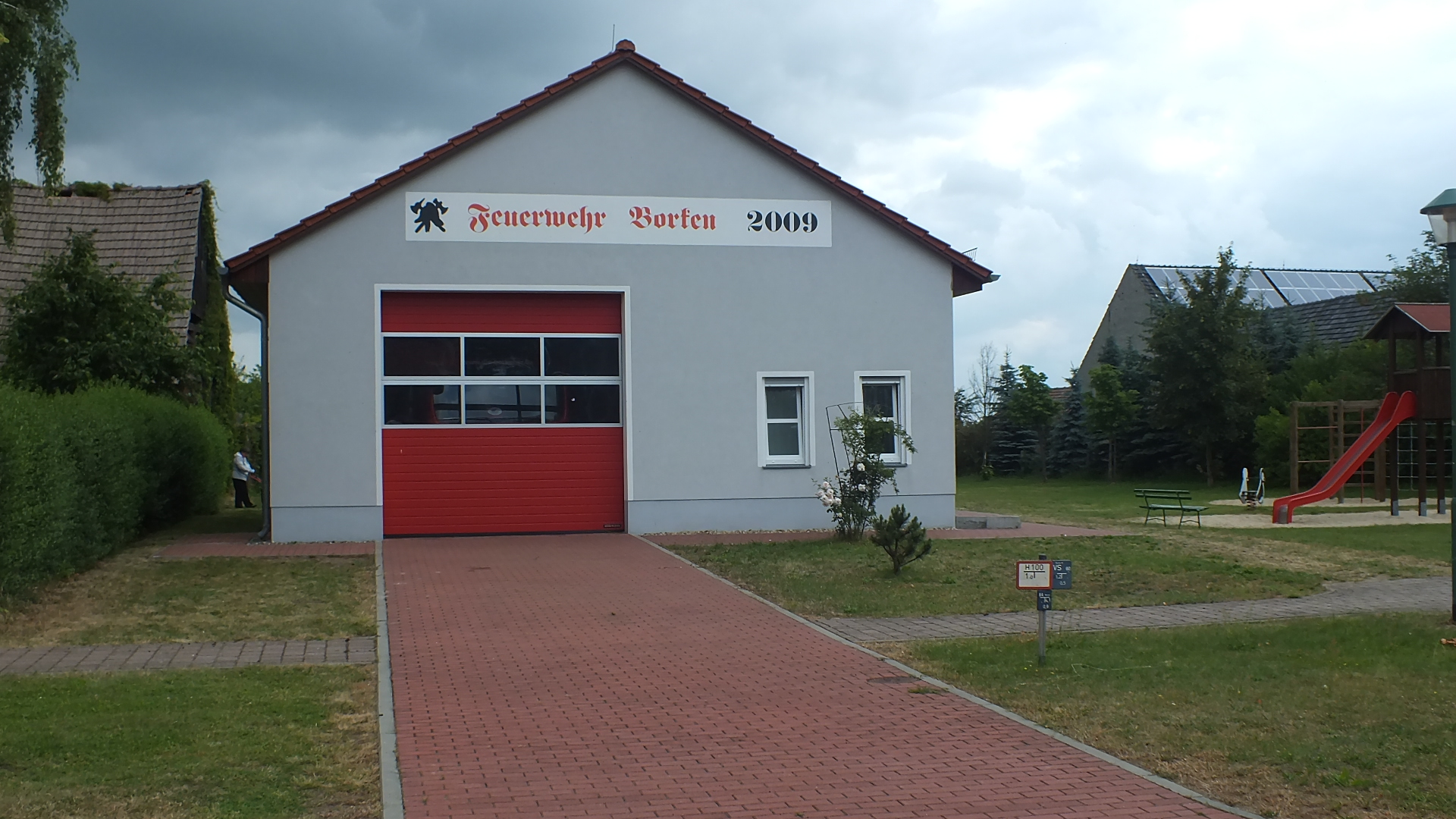
Feuerwehr Borken

Urkundlich erwähnt wurde das als Angerdorf angelegte Borken erstmals im Jahre 1385 in einer Kopialbucheintragung. Der landwirtschaftlich geprägte Ort war in das etwa zwei Kilometer nordwestlich gelegene Arnsnesta eingepfarrt, dessen Kirche bis zur Reformation der Sedes Schlieben angehörte. Zinspflichtig waren dessen Einwohner im Spätmittelalter dem Amt Schweinitz.
Das Dorf wechselte in seiner Geschichte mehrmals den Besitzer. So wurden 1487 die Herzberger Familie von Otte und der Amtmann Hans Blumberg als Besitzer genannt, später das auf dem Grochwitzer Rittergut ansässige Adelsgeschlecht von Mila. Um 1529 hatte der Ort etwa 100 Einwohner und es gab vierzehn Hüfner und zwei Gärtnerstellen. Eine Erb- und Lehnrichterstelle wurde 1874 aufgelöst.

Gemeinsam mit zehn benachbarten Ortschaften wurde Borken am 31. Dezember 2001 in die Kreisstadt Herzberg eingemeindet und das Dorf hat seither den Status eines Ortsteils. Zu dieser Zeit lebten hier noch etwa 140 Einwohner. 

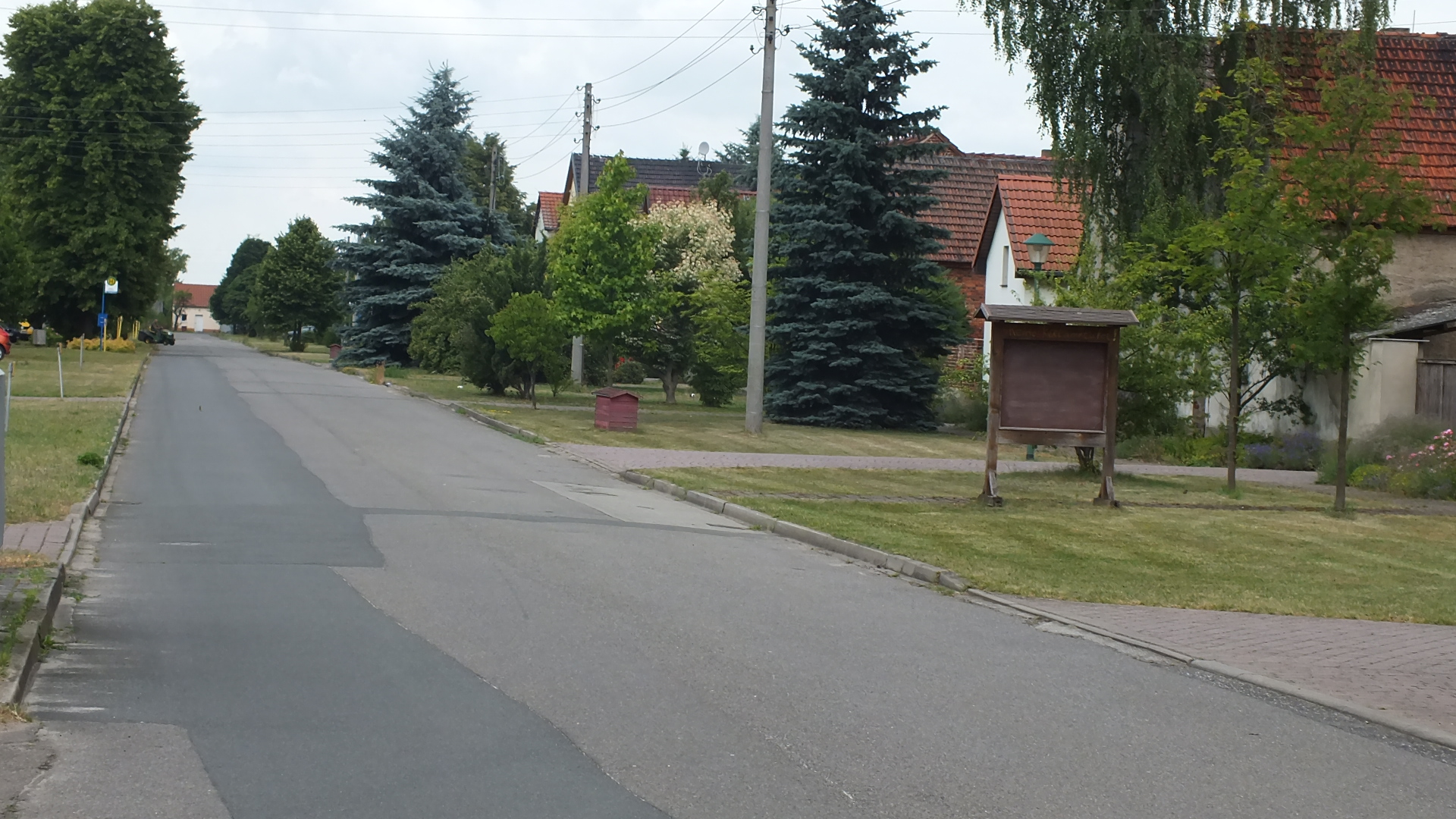
Dorfstraße Borken

| Einwohnerentwicklung von 1875 bis 2010 | Einwohnerentwicklung von 1875 bis 2010 | Einwohnerentwicklung von 1875 bis 2010 | Einwohnerentwicklung von 1875 bis 2010 | Einwohnerentwicklung von 1875 bis 2010 | Einwohnerentwicklung von 1875 bis 2010 | Einwohnerentwicklung von 1875 bis 2010 | Einwohnerentwicklung von 1875 bis 2010 | Einwohnerentwicklung von 1875 bis 2010 | Einwohnerentwicklung von 1875 bis 2010 | Einwohnerentwicklung von 1875 bis 2010 | Einwohnerentwicklung von 1875 bis 2010 | Einwohnerentwicklung von 1875 bis 2010 | Einwohnerentwicklung von 1875 bis 2010 |
| Jahr                                   | Einwohner                              |                                        | Jahr                                   | Einwohner                              |                                        | Jahr                                   | Einwohner                              |                                        | Jahr                                   | Einwohner                              |                                        | Jahr                                   | Einwohner                              |
| -------------------------------------- | -------------------------------------- | -------------------------------------- | -------------------------------------- | -------------------------------------- | -------------------------------------- | -------------------------------------- | -------------------------------------- | -------------------------------------- | -------------------------------------- | -------------------------------------- | -------------------------------------- | -------------------------------------- | -------------------------------------- |
| 1875                                   | 190                                    |                                        | 1946                                   | 221                                    |                                        | 1989                                   | 156                                    |                                        | 1995                                   | 137                                    |                                        | 2007                                   | 138                                    |
| 1890                                   | 190                                    |                                        | 1950                                   | 236                                    |                                        | 1990                                   | 156                                    |                                        | 1996                                   | 139                                    |                                        | 2010                                   | 136                                    |
| 1910                                   | 190                                    |                                        | 1964                                   | 171                                    |                                        | 1991                                   | 154                                    |                                        | 1997                                   | 141                                    |                                        |                                        |                                        |
| 1925                                   | 180                                    |                                        | 1971                                   | 166                                    |                                        | 1992                                   | 147                                    |                                        | 1998                                   | 149                                    |                                        |                                        |                                        |
| 1933                                   | 180                                    |                                        | 1981                                   | 152                                    |                                        | 1993                                   | 150                                    |                                        | 1999                                   | 143                                    |                                        |                                        |                                        |
| 1939                                   | 182                                    |                                        | 1985                                   | 147                                    |                                        | 1994                                   | 146                                    |                                        | 2000                                   | 139                                    |                                        |                                        |                                        |

## Kultur und Sehenswürdigkeiten
Wahrzeichen des Ortes ist ein 1957 errichteter hölzerner Glockenturm im Zentrum des Dorfangers.

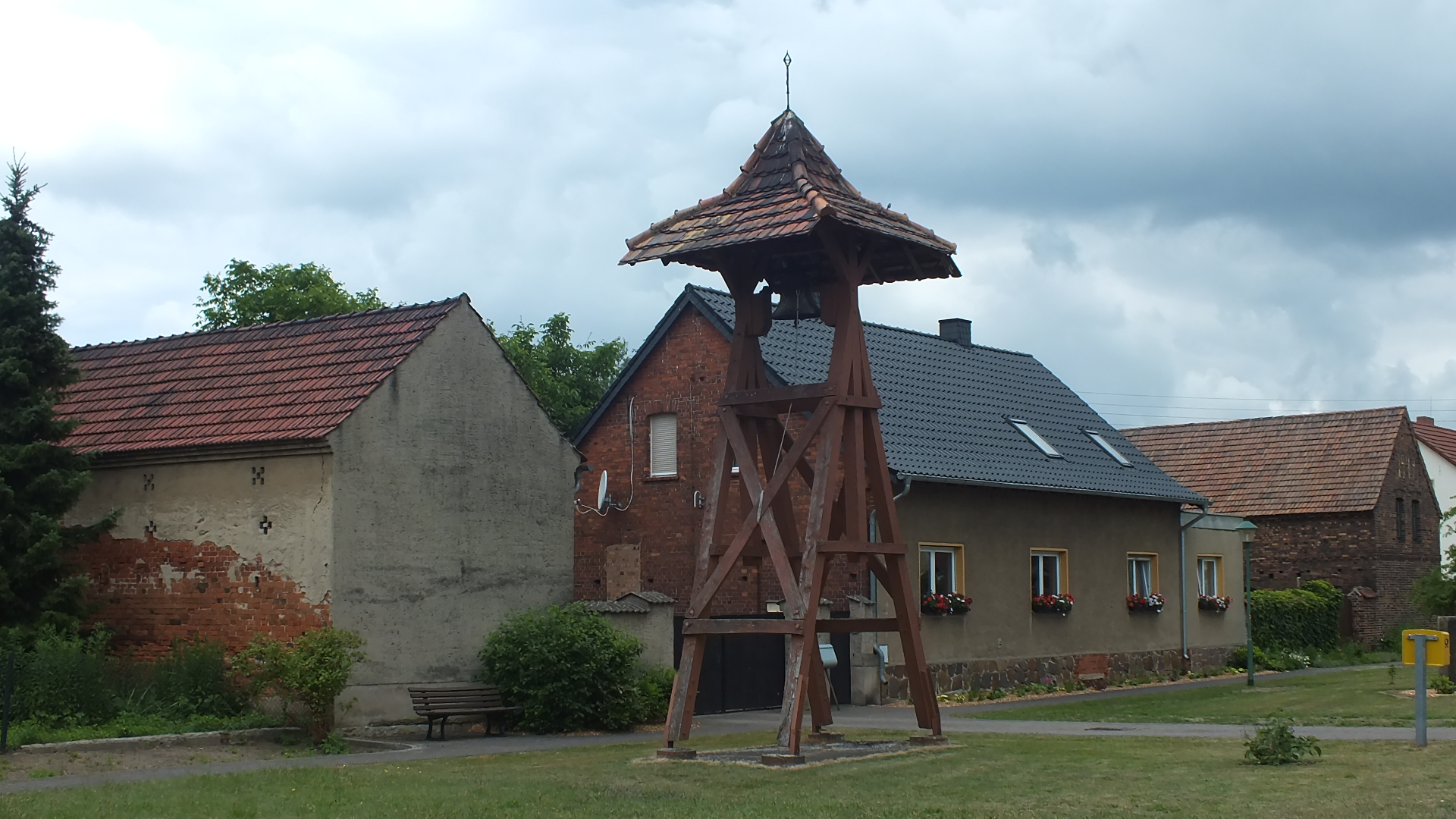
Glockenturm Borken

Außerdem befindet sich ein um 1920 erbautes Wohnhaus in der Liste der Baudenkmäler des Landes Brandenburg. Es handelt sich hier um einen eingeschossigen, traufständigen Massivbau mit Drempel und Satteldach. Auf dem Grundstück des Vierseitenhofes sind des Weiteren noch ein 1947 entstandenes Stallgebäude und eine aus dem 18. Jahrhundert stammende Fachwerkscheune zu finden.
Das Vereinsleben gestalten im Dorf unter anderem die 1935 gegründete Freiwillige Feuerwehr und der örtliche Jugendclub. Kultureller Höhepunkt in Borken ist das alljährlich im Sommer stattfindende Dorffest.